# Симиренко, Василий Фёдорович

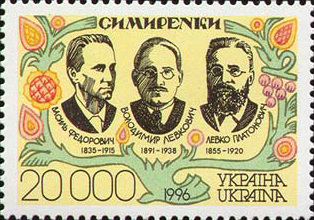
Симиренко на почтовой марке Украины, 1996 год: Василий Симиренко, Владимир Симиренко, Лев Симиренко.

Василий Фёдорович Симиренко (укр. Василь Федорович Симиренко; 1835—1915) — украинский промышленник, инженер-конструктор и технолог в сахарном производстве.
Известный меценат украинской культуры, сын Фёдора Симиренко, среди украинского народа известен как «укр. Великий Хорс».

## Биография
Родился 7 (19) марта 1835 года.
Закончил Политехнический институт в Париже, получив диплом инженера-технолога сахарной промышленности.
Построил собственную сахароварню в с. Сидоровцы Каневского повета Киевской губернии (ныне с. Сидоровка Корсунь-Шевченковского района Черкасской области Украины), организовав дело на высоком техническом и технологическом уровне (усовершенствовав технологию производства и оснастив предприятие машинами собственного изобретения). Трудился на заводе вместе со своей женой — Софьей Ивановной.
На протяжении 40 лет постоянно передавал 1/10 часть своей прибыли на украинские культурные цели: журналу «Киевская Старина» (позже «Літературно-громадський вісник»), украинским газетам «Рада», «Громадська Думка», «Ukrainische Rundschau», видавництва «Вік»; финансово поддерживал украинских деятелей культуры (М. Драгоманов, М. Коцюбинский, Б. Гринченко и др.); в 1912 году пожертвовал (при посередничестве М. Грушевского) 100 000 рублей для НТШ.
В Сидоровцах Симиренко основал один из лучших народных театров, построил школу и больницу.
Умер в 1915 году в Киеве.
Как и многие выдающиеся меценаты, он был похоронен в Киеве на Аскольдовой могиле.

## Память
- На доме в Киеве по адресу: ул. Десятинная 9, где В. Симиренко проживал с 1899 по 1915 годы — установлена мемориальная доска.
- Изображён на почтовой марке Украины 1996 года.